# 阿爾博特·科舍爾
阿尔伯特·科舍尔（德语：Albert Kerscher，1916年3月29日—2011年6月12日）是一个曾经被授予很高荣誉的二战时的德国国防军军士。他同时也曾经被授予骑士铁十字勋章。而骑士铁十字勋章是一个为了奖赏英勇作战的军人或者成功的指挥官而设立的勋章。

## 勋章和荣誉
- 铁十字勋章
  - 二级铁十字勋章
  - 一级铁十字勋章
- 装甲勋章
  - 银制
  - 二级
  - 三级
  - 四级（1945年2月15日）

- 东线勋章
- 骑士铁十字勋章（1944年10月23日在第502重战车营作为豹式坦克军士车长而获得）[1]